# École régionale de Pforta
 (décembre 2017).
L’École régionale de Pforta (Landesschule Pforta), naguère Académie royale de Pforta, est un internat destiné aux lycéens les plus doués d’Allemagne. Cette institution d’élite jouit d’une tradition d’excellence qui remonte au XVIe siècle. Elle occupe les locaux de l’ancienne abbaye de Pforta cistercienne à Schulpforte (faubourg de Bad Kösen) dans l’arrondissement du Burgenland, en Saxe-Anhalt.

## Histoire
Dans le cadre de la Réforme, le duc Henri le Pieux avait fait fermer le cloître cistercien de Schulpforte en 1540 et dispersé les religieux. Après de longs pourparlers sur la nouvelle destination des bâtiments du couvent sécularisé, le duc Maurice de Saxe (qui devait devenir prince-électeur en 1547), y installa en 1543 l'une des trois écoles qu'il entendait créer, la Schulpforta. Les deux écoles-sœurs furent le Lycée régional de Saxe Sainte Afra de Meissen et le Gymnasium Saint-Augustin de Grimma. 150 garçons de toutes les couches sociales pouvaient y recevoir une éducation supérieure, la scolarité étant gratuite. Pour subvenir aux besoins matériels de l'institution, le duc Maurice avait confisqué les possessions de la confrérie de Schulpforte. L'Ecole fut aménagée entre 1573 à 1575.
Après les Guerres napoléoniennes, et au terme du Congrès de Vienne de 1815, le Royaume de Saxe dut concéder divers territoires à la Prusse, dont le Burgenland. C'est donc dans une institution désormais prussienne qu'en 1850 l'architecte Friedrich-August Stüler réalisa la Grande entrée de l’École.
En 1935 les autorités nationales-socialistes firent de la Schulpforta un établissement d'enseignement politique national (Nationalpolitische Erziehungsanstalten, NAPOLA ou NPEA), et elle devait conserver ce statut jusqu'à la fin de la Seconde Guerre mondiale en 1945.
Puis jusqu'en 1950, l'institution s'efforça de retrouver la fonction éducative qu'elle avait sous la défunte République de Weimar. Mais la Réforme agraire entreprise dans la Zone d'occupation soviétique se solda par l'évacuation de l’école, et avec la création de la RDA en 1949, la fondation de Schulpforte fut définitivement dissoute et, de 1958 à 1990, les locaux furent convertis en un de ces établissements secondaires qu'on appelait en RDA Erweiterte Oberschule, qui menait les élèves jusqu'au baccalauréat (Hochschulreife). C'est ainsi que les locaux accueillirent des jeunes filles pour la première fois de leur histoire. Il y avait 360 places dans cet internat. En 1981 et en 1982, les autorités y ajoutèrent deux écoles professionnelles (musique et interprétariat).
Mais à l’ouest, la sodalité des anciens élèves de la Schulpforta militait pour une reconstitution de la fondation princière : en 1968, ils firent ouvrir dans la petite ville de Meinerzhagen, en Westphalie, une école reprenant la tradition de leur vénérable école, l’Evangelische Landesschule zur Pforte,.

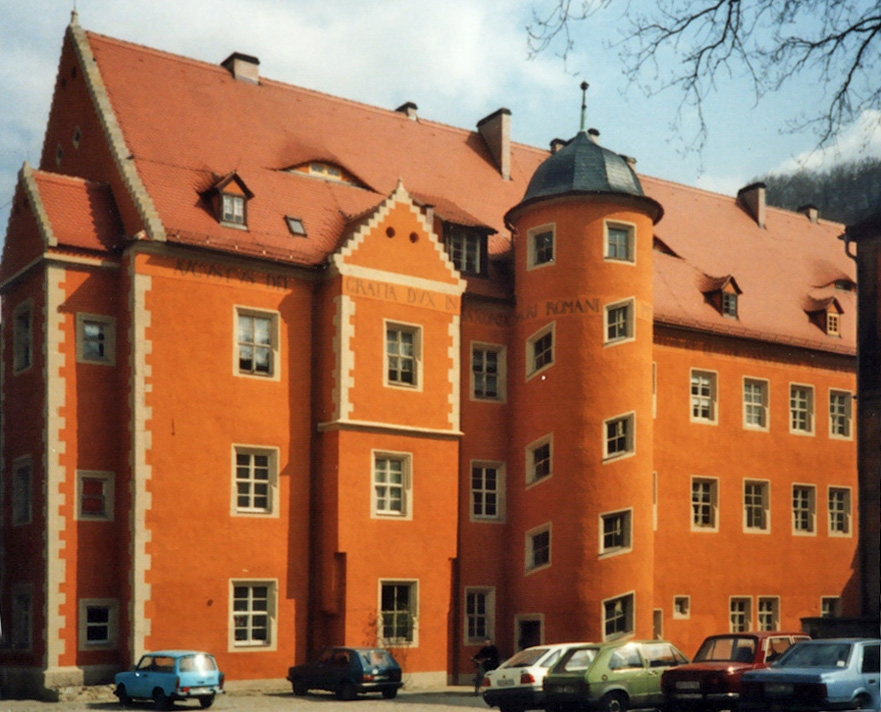
La « maison princière » de Schulpforte (1573).

Comme par le passé, l'admission était conditionnée par l'excellence de l’impétrant, indépendamment des ressources de sa famille. À la fin des années 1990, la réunification ayant rendu possible la réouverture de la Landesschule Pforta originelle, les locaux de Meinerzhagen furent évacués, avant d'être rasés en 2005. Dès 1990, la vieille école de Schulpforte passa sous la tutelle du land de Saxe-Anhalt, avec une capacité d'accueil de 400 élèves. Dans les classes de la seconde à la terminale (9e à 12e selon le système éducatif allemand), on réintroduisit l'enseignement des langues classiques, de la musique et des sciences expérimentales. Par suite de la réforme du système scolaire en Saxe-Anhalt et l'entrée en vigueur de l’« Abitur en douze ans » pour tous les lycées du land, la Landesschule Pforta s'est alignée sur le cursus de l'Abitur. L’internat, où logent tous les élèves, et les travaux au bénéfice de la collectivité continuent de ponctuer la journée des pensionnaires. En 1992, la Stiftung Schulpforta fut rétablie avec le statut de fondation d'intérêt général relevant du droit public.
Avec le départ à la retraite en juillet 2005 de l’ancien Rector Portensis, Karl Büchsenschütz, l'interim a été assuré par le Dr. Däumer. À l'issue d'un concours national, c'est finalement Bernd Westermeyer, jusque-là directeur du Séminaire Œcuménique de Magdebourg, qui a été choisi comme nouveau Rector Portensis. Il est entré en fonctions à l'automne  2007.

## La vie lycéenne

### Principes fondamentaux

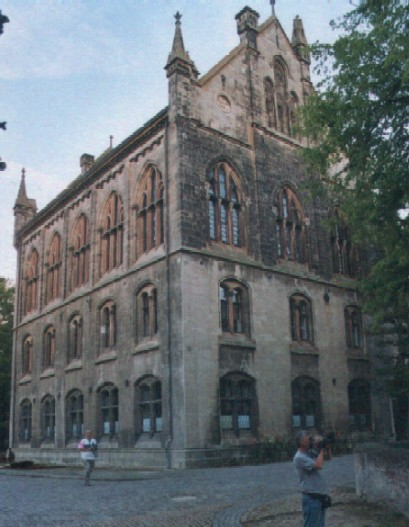
L'ancienne école.

Au premier jour de leur admission à la Schulpforta, les lycéens se voient attribuer des travaux collectifs, comme :
- la bonne tenue des chambres l'après-midi et le soir (Famulusdienst) ;
- l'office de sonneur (Keildienst) : l'internat ayant conservé, par atavisme, une sonnerie non-électrique, on continue de sonner les heures avec la cloche du lycée[5].

Les droits et devoirs des élèves sont gradués selon le niveau d'étude (plus que selon l'âge). À la différence des autres lycées publics, l’autogestion (Selbstverwaltung) est ici au cœur de la vie scolaire. Les traditions de l'École comportent aussi un évènement inaugural s'appelant le Neunerschwoof où les nouveaux élèves participent à certaines tâches coopératives.
Les élèves sont répartis dans sept maisons. Les maisons II et VI sont réservées aux filles. Les autres internats comportent des étages de garçons et des étages de fille séparés. Les chambres comportent de 1 à 4 lits. Le plus souvent, les plus jeunes élèves (ceux de seconde) sont rassemblés à plusieurs dans les grandes chambres, les chambres individuelles étant réservées aux élèves de classe terminale.
Outre ses nombreuses traditions, la vie de l'internat est imprégnée du culte de l'étude : on y encourage la solidarité, la résolution des difficultés et conflits par la dialectique et la créativité coopérative. Ainsi les élèves se voient offrir des conditions idéales à l'épanouissement de leurs capacités.

### Évolution de l'institution duXVIIIeauXXesiècle

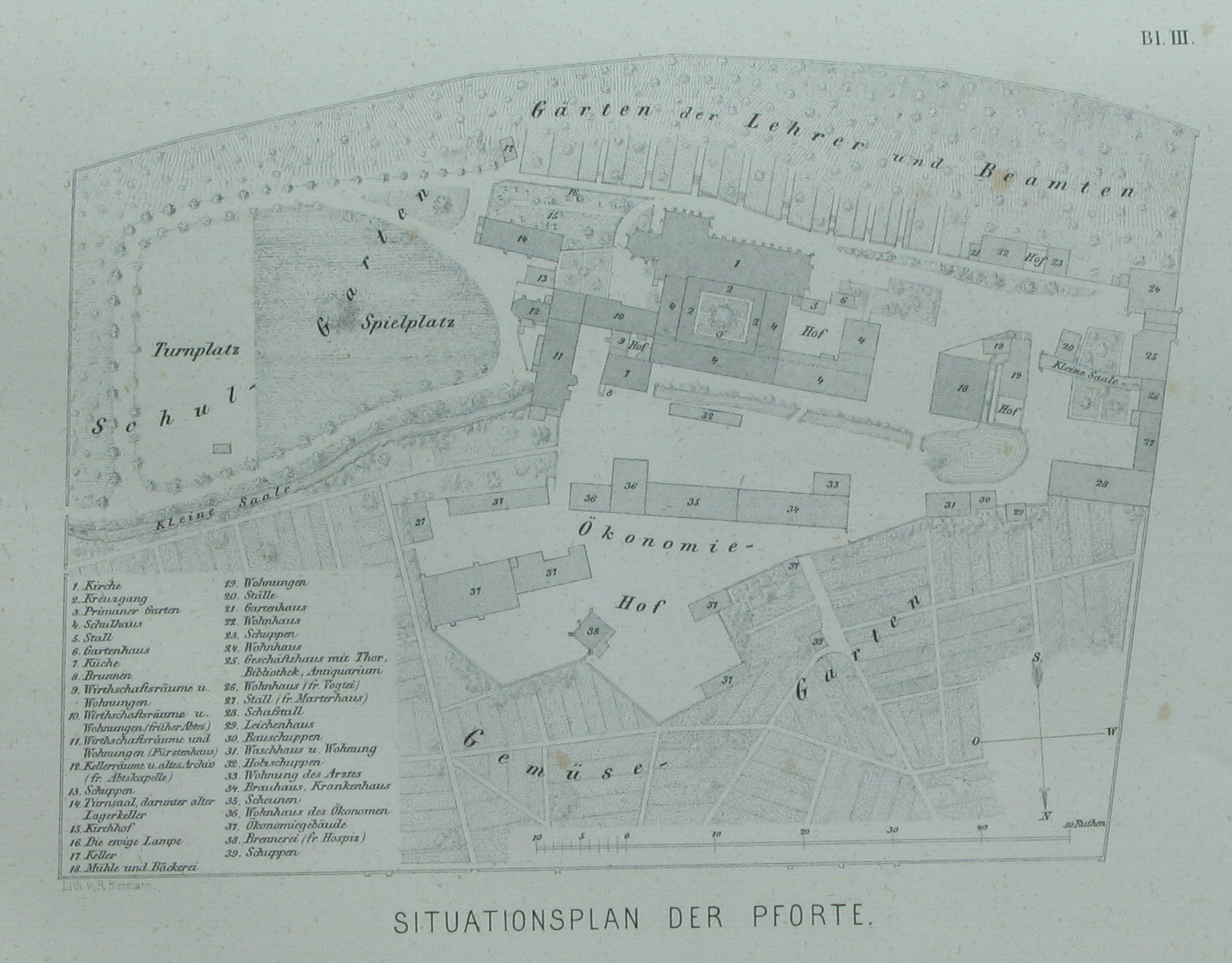
Plan du lycée, de l'internat et de l'économat (1868).

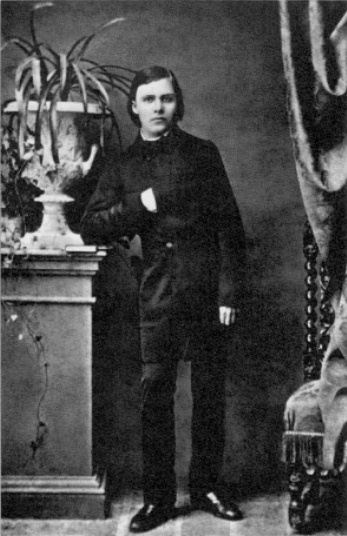
Friedrich Nietzsche, l'un des plus célèbres élèves de la Schulpforta.

Les cours n'occupaient d'abord que la moitié de l'emploi du temps des élèves, entrecoupés de colles (Repetierzeiten) et d'heures d'études (Arbeitszeiten) : les élèves, par groupes de 10 à 18, s'installaient dans une salle où ils faisaient leurs devoirs sous la surveillance d'un aîné de terminale (12e classe) ou de première supérieure (13e classe), lequel travaillait lui-même sur une dissertation. Les élèves étaient groupés à quatre ou cinq par table, à charge pour le doyen de tablée de faire revenir le calme si nécessaire. Parmi les aînés, certains étaient investis en tant que « surveillants » (Inspektoren) d'une responsabilité particulière dans le suivi des chambrées (ils avaient chacun une ou deux chambrées à charge), aux heures de repos et pour les sorties en ville. Ces surveillants pouvaient en contrepartie distribuer des punitions à tous les élèves jusqu'aux classes de première, même s'ils évitaient d'y recourir pour ces derniers. Les punitions les plus sévères étaient décidées par le collège des surveillants. Le professeur responsable pour la semaine (Hebdomadar) n'était mis au courant que dans le cas des manquements les plus graves, et l'élève pouvait alors être amené à comparaître devant le conseil de discipline (Synode).
Aujourd'hui les surveillants ont laissé la place aux « délégués de l'étage » et « délégués de classe » : les premiers sont tenus de vérifier l'état de leur chambre, le bon déroulement des tâches ménagères, au début du Silentium (les heures consacrés aux devoirs) qui commence à 20h 15 pour les élèves de seconde, puis un quart d'heure plus tard par année d'avancement dans le cursus ; les terminales sont dispensés des tâches d'entretien. Le service des repas est aujourd'hui également partagé : chaque élève l'effectue une année.
Le temps libre était laissé à la « récréation » : les élèves pouvaient sortir des salles d'étude et se promener (y compris par −15 °C) dans le parc du lycée. Longtemps, le droit de quitter l'enceinte du lycée pour aller en ville fut limité, même pour les terminales, à quelques heures seulement : normalement trois heures, voire exceptionnellement quatre pour les élèves qui s'étaient particulièrement distingués. L'influence des mouvements de jeunesse et de l’Éducation nouvelle ne fit évoluer cette réclusion que fort lentement : longtemps, les plus jeunes (classes de 3e et de seconde) ne purent sortir de l'enceinte de l'établissement que pour une à deux heures par semaine. Aujourd'hui, les élèves peuvent quitter l'internat dès lors qu'ils ont signé un cahier de décharge avec leur nom, la raison de leur sortie et l'heure de leur retour.

## Une renommée inégalée
Chaque année, les élèves de l'École se classent régulièrement aux premières places des épreuves du concours général allemand (Bundeswettbewerb) pour les sciences et les langues. Les chœurs de l'École (ainsi que la chorale des anciens), dirigés par les chefs Annabelle Weinhart et Matthias Jende, sont aussi souvent distingués pour leurs interprétations. Les concerts des deux chorales, celle des jeunes filles et celle des garçons, donnés dans la chapelle, sont très courus. Ces dernières années, des compositions d'élèves ou d'anciens de l'école ont été interprétées, comme celle de Raphael Michaelis avec son cycle Eine Reise mit Jesus ou le mélodrame John Maynard de Thomas Krüger. Le dernier a été donné au Phönix-Theaterwelt de Wittenberg.
On peut se promener librement dans le parc de l'Ecole pendant les cours. On peut également visiter la vieille chapelle avec son cimetière et le cloître.

## Anciens élèves

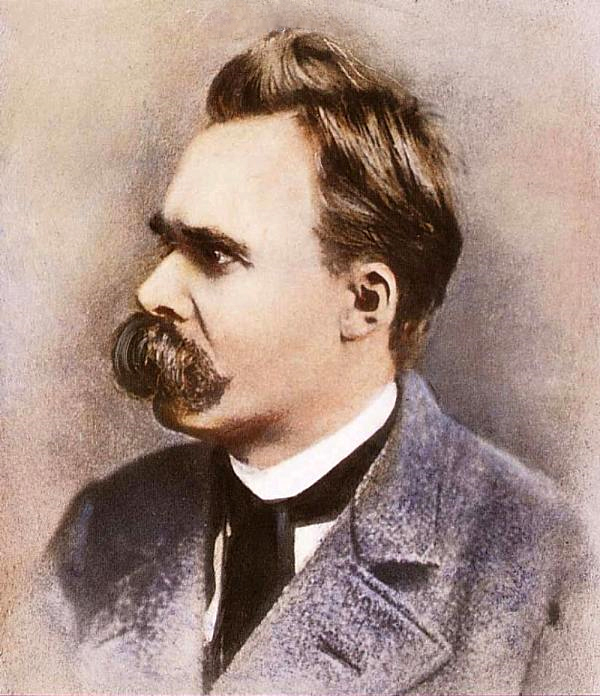
Friedrich Nietzsche.

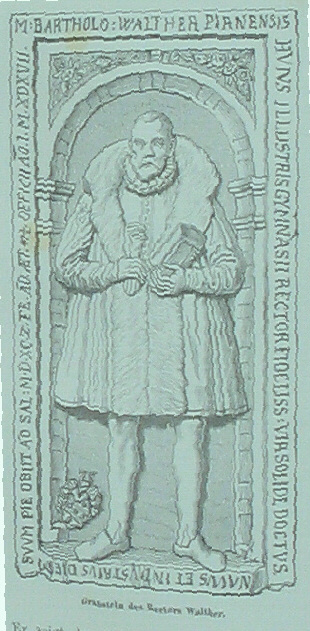
Monument à la mémoire du recteur Walther.

Forte de sa longévité, l'Institution de Schulpforta peut s'enorgueillir d'avoir formé d'illustres enfants du pays.
Outre Friedrich Nietzsche (qui étudia à la Schulpforta de 1858 à 1864), les personnalités les plus célèbres ayant fréquenté l'établissement sont :
- Arthur Auwers ;
- Theobald von Bethmann Hollweg ;
- Joachim Wilhelm von Brawe ;
- Christian Gottfried Ehrenberg ;
- Johann Gottlieb Fichte ;
- Georg Groddeck ;
- Jacob Paul von Gundling ;
- Ernst Theodor Amadeus Hoffmann ;
- Friedrich Gottlieb Klopstock[8] ;
- Otto Koehler ;
- Karl Lamprecht[9] ;
- Karl Richard Lepsius ;
- Augustus Meineke ;
- August Ferdinand Möbius, fils d'un maître de danse de ce lycée ;
- Ernst Wilhelm Nay ;
- Erdmann Neumeister ;
- Wolf von Niebelschütz (de) ;
- Novalis ;
- Leopold von Ranke ;
- Johann Friedrich Röhr (de) ;
- Johann Hermann Schein ;
- Johann Christian Schöttgen (de) ;
- Ulrich von Wilamowitz-Moellendorff.

## La bibliothèque
Avec environ 80 000 volumes, la bibliothèque du lycée, fondée en 1570, possède l'un des fonds anciens les plus riches d’Allemagne. On y trouve les Schulprogramme (comptes rendus dressés annuellement par les professeurs pour la direction du lycée), le contenu des cours (y compris des cours manuscrits), les compositions et autres écrits d'anciens élèves de Pforte, ainsi qu'un abondant fonds Klopstock.

## Les grandes orgues
L'école s'est vu attribuer en 1884 un orgue de Friedrich Ladegast, un des représentants les plus célèbres de la facture d'orgue romantique. Son opus 106 comporte 11 registrations de deux claviers et pédalier dans un buffet de style néogothique, vraisemblablement dessiné par Carl Schäfer. Après des décennies de négligence et finalement le démontage de l'instrument, l'orgue, réparée par les soins des Ets Rösel & Hercher, est depuis 2005 de nouveau en service.

## Enseignants illustres
Les élèves bénéficiaient souvent de l'enseignement de professeurs remarquables, parmi lesquels on peut citer Sethus Calvisius (1582–1594). Johann Joachim Gottlob am Ende (de) est connu comme le maître du poète Klopstock. Le critique littéraire Karl August Koberstein, qui enseigna à la Schulpforta de 1820 à 1870, est le grand-père maternel de Georg Groddeck et l'un des maîtres de Friedrich Nietzsche. Les professeurs Christian Gottlieb Kluge le Jeune (de), Johann Adolf Schlegel, Wilhelm Paul Corssen (1848-1868), latiniste que Nietzsche eut pour professeur, et Friedrich Gottlieb Barth, recteur de 1787 à 1794, ont aussi enseigné dans l'établissement.